# Ari Carlos Seixas
Ari Carlos Seixas (Mococa-SP), em 16 de março de 1933 - Fevereiro de 2011), por vezes creditado como Ary Carlos Seixas, mas mais conhecido simplesmente por Ari, foi um futebolista brasileiro que atuava como goleiro. Na sua cidade natal, era conhecido também por Ari do Carlito, pois era filho de Carlito Seixas, um renomado jogador do Radium de Mococa.
Ari foi goleiro titular do Flamengo no final da década de 50 e início da década de 60.

## Carreira
Ari foi descoberto num campeonato de várzea da sua cidade, Mococa, e foi contratado pelo Radium Futebol Clube, que o revelou. 
Em setembro de 1953, Ari foi transferido para o Bangu Atlético Clube (RJ). Pouco aproveitado no clube, foi emprestado ao Olaria. Após o empréstimo retornou ao Bangu Atlético Clube.
Ao encerrar seu contrato contrato, em 1957, foi contratado pelo Madureira. Neste mesmo ano se destacou numa partida contra o Flamengo, que decidiu contratá-lo.
Em 1962, transferiu-se do Flamengo para o Olaria. Também integrou a Seleção Carioca na década de 60.

### Seleção Brasileira
Foi convocado para uma partida amistosa da Seleção Brasileira em 29 de junho de 1962 diante do Paraguai, mas não atuou naquela vitória brasileira por 3 a 2.

### Falecimento
Ari faleceu em fevereiro de 2011.

### Estatísticas por Clubes
| Ano(s)             | Clube     | Jogos | Vitórias | Empates | Derrotas | Fonte                                                    |
| ------------------ | --------- | ----- | -------- | ------- | -------- | -------------------------------------------------------- |
| 1954 / 1956        | Bangu     | 9 J   | 5 V      | 2 E     | 2 D      | “bangu.net”                                              |
| 1955 / 1962 - 1965 | Olaria    |       |          |         |          |                                                          |
| 1957               | Madureira |       |          |         |          |                                                          |
| 1957 - 1962        | Flamengo  | 110 J | 59 V     | 26 E    | 25 D     | Almanaque do Flamengo, de Clóvis Martins e Roberto Assaf |

## Conquistas
Flamengo
- Torneio Início do Campeonato Carioca: 1959
- Torneio Rio-São Paulo: 1961
- Torneio Octogonal de Verão do Uruguai: 1961
- Troféu Magalhães Pinto: 1961